# Guerrilla Games
Guerrilla Games — нідерландський розробник відеоігор, розташований в Амстердамі. Студія була заснована як Lost Boys Games у січні 2000 року шляхом злиття трьох невеликих студій та стала дочірнім підприємством мультимедійного конгломерату Lost Boys. У 2001 році Lost Boys Games здобула незалежність, але у 2003 році була придбана Media Republic та перейменована на Guerrilla Games. У 2005 році студію придбала Sony Computer Entertainment, і згодом вона стала частиною PlayStation Studios. Guerrilla працевлаштовувала 360 співробітників станом на 2021 рік.
Спочатку студія створювала платформери для Game Boy, такі як Dizzy's Candy Quest (2001) та Rhino Rumble (2002). Згодом Guerrilla розробила шутер від третьої особи Shellshock: Nam '67, випущений у 2004 році. Того ж року було випущено шутер від першої особи Killzone — перша частина однойменної серії. Протягом наступного десятиліття Guerrilla працювала над новими іграми Killzone, включно з Liberation (2006), Killzone 2 (2009), Killzone 3 (2011) та Shadow Fall (2013). У 2017 студія випустила рольовий бойовик Horizon Zero Dawn, що започаткував серію Horizon. Продажі Zero Dawn сягнули 10 мільйонів копій упродовж двох років після випуску, що зробило її однією з найбільш продаваних відеоігор для PlayStation 4. Студія надавала технічну підтримку Kojima Productions під час розробки Death Stranding (2019). У 2022 році Guerrilla випустила Horizon Forbidden West, продовження Zero Dawn. Студія співпрацювала з Firesprite над створенням спінофа Horizon Call of the Mountain (2023). Починаючи із Shadow Fall, для більшості своїх проєктів Guerrilla використовує власний ігровий рушій Decima.

## Історія

### Lost Boys Games (1993—2003)
У 1993 році Ар'ян Брюссе, співдизайнер Jazz Jackrabbit (1994), заснував студію Orange Games. У 1995 році Арнут ван дер Камп заснував Digital Infinity, а в 1998 році Мартін де Ронд співзаснував Formula Game Development. У 1999 році Formula була придбана Lost Boys, мультимедійним конгломератом Міхіля Мола. 1 січня 2000 року Orange Games, Digital Infinity та Formula об'єдналися як Lost Boys Games, дочірнє підприємство Lost Boys. Ронд став виконавчим директором студії, яка налічувала 25 співробітників. До листопада їхня кількість зросла до 40. У 2001 році Lost Boys об'єдналася зі шведською компанією Icon Medialab, унаслідок чого Lost Boys Games стала незалежною, хоча Мол зберіг за собою право власності. Того ж року Герман Гульст став новим виконавчим директором.
Після заснування, Lost Boys Games розпочала розробку платформера з елементами головоломки для Game Boy Color, але проєкт не був випущений через труднощі з пошуком видавця. Студія з'ясувала, що компанії більше цікавили ліцензовані персонажі, тоді як проєкт Lost Boys Games був оригінальною інтелектуальною власністю. Після цього студія зосередилася на проєктах за контрактом, створивши чотири гри для Game Boy: Dizzy's Candy Quest (2001), Rhino Rumble (2002), Black Belt Challenge (2002) і Invader (2002). Пізніше Мол заснував компанію Media Republic, яка придбала 75 % студії у 2003 році.

### Guerrilla Games (з 2003)
У 2003 році Lost Boys Games змінила свою назву на Guerrilla Games. Тоді ж студія розпочала розробку шутерів від третьої та першої особи Shellshock: Nam '67 і Killzone (обидві 2004) відповідно. Killzone стала першою частиною однойменної серії. Попри неоднозначні відгуки критиків щодо обох ігор, продажі Killzone сягнули двох мільйонів копій за рік. У 2004 році Guerrilla уклала угоду з Sony Computer Entertainment (SCE), видавцем Killzone, про розробку ексклюзивних ігор для консолей PlayStation. У 2005 році SCE придбала студію. До цього Guerrilla цікавилися інші компанії, зокрема Eidos Interactive, видавець Shellshock. За словами Гульста, угода сприяла розвитку Guerrilla, яка також отримала технологічну підтримку інших студій SCE. Згодом Guerrilla розробила кілька продовжень Killzone, включно з Liberation (2006), Killzone 2 (2009) та Killzone 3 (2011). Ігри отримали схвальні відгуки, особливо Killzone 2.
У січні 2012 року SCE Studio Cambridge стала сестринською студією Guerrilla Games, отримавши назву Guerrilla Cambridge. У лютому Брюссе покинув студію та перейшов до Visceral Games. Наступного року Guerrilla випустила Killzone Shadow Fall. Хоча гра отримала неоднозначні відгуки, її продажі сягнули 2 мільйонів копій. Shadow Fall стала першою грою студії, створеною на її власному ігровому рушії Decima. У 2016 році Kojima Productions відкрила в студії невеликий підрозділ для роботи над технічними аспектами Decima. У січні 2017 року Guerrilla Cambridge закрили. У лютому було випущено рольовий бойовик Horizon Zero Dawn, що започаткував серію Horizon. Гра отримала схвальні відгуки, а її продажі сягнули 10 мільйонів копій упродовж двох років після випуску, що зробило її однією з найбільш продаваних відеоігор для PlayStation 4. У листопаді було випущено завантажуваний вміст Horizon Zero Dawn: The Frozen Wilds, який також отримав схвальні відгуки. У листопаді 2019 році Гульст очолив SIE Worldwide Studios, а Енджі Сметс, Ян-Барт ван Бік та Міхіль ван дер Лейв стали співдиректорами Guerrilla. Того ж місяця Kojima Productions випустила Death Stranding, під час розробки якої студія надавала підтримку щодо рушія Decima.
У 2020 році студія переїхала до нового офісу в Амстердамі, де станом на червень 2021-го працювало 360 співробітників. У 2022 році Guerrilla випустила Horizon Forbidden West, яка отримала схвальні відгуки. Студія співпрацювала з Firesprite над розробкою спінофа Horizon Call of the Mountain для PlayStation VR2. На відміну від попередніх проєктів студії, Call of the Mountain була розроблена на рушії Unreal Engine. Вона була випущена в лютому 2023 року та отримала схвальні відгуки критиків. У квітні вийшов завантажуваний вміст Horizon Forbidden West: Burning Shores, який отримав схвальні відгуки. Того ж місяця Guerrilla оголосила, що Сметс залишила студію та приєдналася до PlayStation Studios, а Ван дер Лейв зосередиться на розробці рушія Decima. Джоел Ешлер та Гелла Шмідт приєдналися до Ван Біка як співдиректори. Guerrilla співпрацює з Lego та Studio Gobo над розробкою Lego Horizon Adventures, чергового спінофа Horizon, який буде випущено у 2024 році. Студія знову надає підтримку Kojima Productions в аспектах, що стосуються Decima, цього разу в розробці Death Stranding 2: On the Beach (2025). Крім того, Guerrilla працює над багатокористувацькою грою за мотивами Horizon і продовженням Forbidden West.

## Розроблені ігри

### Як Lost Boys Games
| Рік  | Назва                | Платформа        | Видавець                 |
| ---- | -------------------- | ---------------- | ------------------------ |
| 2001 | Dizzy's Candy Quest  | Game Boy Color   | Conspiracy Entertainment |
| 2002 | Rhino Rumble         | Game Boy Color   | Telegames                |
| 2002 | Black Belt Challenge | Game Boy Advance | Xicat Interactive        |
| 2002 | Invader              | Game Boy Advance | Xicat Interactive        |

### Як Guerrilla Games
| Рік  | Назва                                       | Платформа                                                 | Видавець                                  | Коментарі                                                    |
| ---- | ------------------------------------------- | --------------------------------------------------------- | ----------------------------------------- | ------------------------------------------------------------ |
| 2004 | Shellshock: Nam '67                         | PlayStation 2, Windows, Xbox                              | Eidos Interactive                         | —                                                            |
| 2004 | Killzone                                    | PlayStation 2                                             | Sony Computer Entertainment               | —                                                            |
| 2006 | Killzone: Liberation                        | PlayStation Portable                                      | Sony Computer Entertainment               | —                                                            |
| 2009 | Killzone 2                                  | PlayStation 3                                             | Sony Computer Entertainment               | —                                                            |
| 2011 | Killzone 3                                  | PlayStation 3                                             | Sony Computer Entertainment               | —                                                            |
| 2013 | Killzone Shadow Fall                        | PlayStation 4                                             | Sony Computer Entertainment               | —                                                            |
| 2017 | Horizon Zero Dawn                           | PlayStation 4, Windows                                    | Sony Interactive Entertainment            | Також розробила завантажуваний вміст The Frozen Wilds (2017) |
| 2019 | Death Stranding                             | iOS, iPadOS, macOS, PlayStation 4, PlayStation 5, Windows | 505 Games, Sony Interactive Entertainment | Допоміжна розробка для Kojima Productions                    |
| 2022 | Horizon Forbidden West                      | PlayStation 4, PlayStation 5, Windows                     | Sony Interactive Entertainment            | Також розробила завантажуваний вміст Burning Shores (2023)   |
| 2023 | Horizon Call of the Mountain                | PlayStation 5                                             | Sony Interactive Entertainment            | Розроблена спільно з Firesprite                              |
| 2024 | Lego Horizon Adventures                     | Nintendo Switch, PlayStation 5, Windows                   | Sony Interactive Entertainment            | Розроблена спільно зі Studio Gobo                            |
| 2025 | Death Stranding 2: On the Beach             | PlayStation 5                                             | Sony Interactive Entertainment            | Допоміжна розробка для Kojima Productions                    |
| —    | Багатокористувацька гра за мотивами Horizon | —                                                         | Sony Interactive Entertainment            | —                                                            |
| —    | Продовження Horizon Forbidden West          | —                                                         | Sony Interactive Entertainment            | —                                                            |